# Далин, Михаил Петрович
Михаил Петрович Далин (1797—1865) — генерал-лейтенант, участник Кавказской войны.
Родился в 1797 году. Происходил из обер-офицерских детей города Кизляра, в 1813 году поступил на службу в Кизлярский гарнизонный полк унтер-офицером и в 1814 году переведён в 16-й егерский полк; в 1815 году произведён в прапорщики с переводом в Эриванский карабинерный полк и в 1817 году произведён в подпоручики, а затем в поручики.
В 1820 году Далин участвовал в делах против имеретинских мятежников и за отличие в бою награждён орденом св. Анны 3-й степени и произведён в штабс-капитаны. В 1822 году он был в беспрерывных стычках с непокорными кабардинцами, и за оказанную в делах храбрость был награждён чином капитана.
С открытием военных действий против Персии, Далин с отрядом находился в передовой линии действующих войск и за боевые отличия в 1826 г. был награждён орденом св. Владимира 4-й степени с бантом, в 1827 году получил Высочайшее благоволение, серебряную медаль и годовой оклад жалованья. В 1828 году он участвовал в военных действиях против турок и за мужество, оказанное в делах, был награждён золотой шпагой с надписью «За храбрость», орденом св. Анны 2-й степени и вслед за тем ему была пожалована императорская корона к сему ордену; в том же году он был произведён в майоры, получил серебряную медаль и годовой оклад жалованья.
В 1830 году Далин был произведён в подполковники и с 1831 по 1832 года начальствовал отрядами, действовавшими против горцев. Назначенный в 1839 году командиром 16-го Грузинского линейного батальона, он был в 1841 году произведён в полковники и в 1845 году, по болезни, уволен от службы; но, оправившись от недугов, в 1847 году снова поступил на службу, с назначением командиром 9-го Грузинского линейного батальона и за отличие, в 1852 году, был назначен командиром 3-й бригады Грузинских линейных батальонов и произведён в генерал-майоры, с зачислением по армейской пехоте.
В 1860 году Далин был произведён в генерал-лейтенанты и назначен состоять при наместнике Кавказа князе Барятинском, 11 апреля 1861 года вышел в отставку.
Далин умер в 1865 году.